# Омар Али Сайфуддин II
Омар Али Сайфуддин II (3 февраля 1799 — 20 ноября 1852) — султан Брунея (1828—1852). Второй сын брунейского султана Мухаммада Алама Джамалуля I (апрель-ноябрь 1804).

## Биография
Когда в 1804 году скончался его отец Мухаммад Алам Джамалуль, малолетнему наследнику престола едва исполнилось 5 лет. В связи с этим его дед Таджуддин Мухаммад вступил на султанский престол во второй раз. В связи с преклонным возрастом последнего, роль регента при нём взял на себя его младший брат Мухаммад Канзуль Алам.
В 1807 году султан Брунея Мухаммад Таджуддин (1795—1804, 1804—1807) скончался, ему наследовал бывший регент и младший брат Мухаммад Казуль Алам (1807—1822). Он назначил своего собственного сына Мухаммада Алама наследником престола.
В 1825 году, когда Омар Али Сайфуддин достиг совершеннолетия, он заявил о своих правах на трон. На его сторону перешло большинство брунейской знати, поскольку согласно традиции он считался законным наследником престола. Султан Мухаммад Алам вынужден был отречься от престола, а в 1824 году он был приговорён к смерти. В 1828 году Омар Али Сайфуддин вступил на престол Брунея в качестве 24 султана.
Это был невысокий и толстенький человек, который не умел ни читать, ни писать, не мог сосредоточить своё внимание и проявлял явные признаки слабоумия. Он всецело находился под влиянием своих советников. Фактическим правителем Брунея стал дядя султана и его главный министр — бендахара Раджа Муда Хассим, выступавший как регент при неспособном правителе.
В 1830-х годах от Брунея отпала его западная часть — Саравак, где укрепился наместник султана — пангеран (этот титул носили принцы, принадлежавшие к правящей династии) Макота. Султан отправил против мятежников своего сына Хашима, но он не сумел справиться со столь трудным делом. Его власть не распространялась дальше столицы Саравака — города Кучинга. В 1840 году Кучинг посетил на своей яхте английский подданный Джеймс Брук. Подружившись с Хашимом, он предложил ему свою помощь. Тот охотно принял его предложение. Брук подавил восстание и в сентябре 1841 года получил от Хашима титул раджи, а также пост наместника Саравака. Брук повел войну с пиратами и к 1844 году сумел сокрушить своих главных врагов — пангерана Макоту и шерипа Османа. В марте 1846 года в столице Брунея произошёл переворот — проанглийски настроенные пангераны во главе с бендахарой Хашимом были убиты. К власти пришла враждебная Ч. Бруку клика, тесно связанная с пиратами побережья. Однако поколебать позиции Брука они уже не смогли.
В августе 1846 года английские войска, при которых находился Джеймс Брук, захватили город Бруней и заставили султана Омара Али предоставить Бруку суверенные права на провинцию Саравак. Остров Лабуан в устье реки Бруней стал британским владением. В мае 1847 года по поручению британского правительства Д. Брук подписал с султаном ещё один договор. Омар Али обязался не уступать без согласия Англии какие-либо территории своего государства и открыл порты для английской торговли. В том же году Джеймс Брук был назначен губернатором Лабуана и верховным комиссаром Великобритании в Брунее. В 1849 году в устье рек Сарибас и Клианг Д. Брук нанес поражение пиратскому флоту, уничтожив более 80 кораблей. Большая часть пиратских баз была разрушена. После этого активность пиратов на море заметно упала.
В 1850 году султан Брунея Омар Али подписал договор о дружбе и торговле с США.
В ноябре 1852 года Омар Али Сайфуддин скончался и был похоронен в королевском мавзолее в столице Брунея. Ему наследовал дальний родственник и визирь Абдул Момин (1852—1885).